# Marion Freisler
Marion Freisler, née Russegger le 10 février 1910 à Hambourg et morte le 21 janvier 1997 à Munich, était l’épouse du juge Roland Freisler, président pendant la Seconde Guerre mondiale du Volksgerichtshof (le « Tribunal du peuple », de l’époque du Troisième Reich).
Marion Freisler a été l’objet d’un scandale dans les années 1980 en raison de la pension de réversion qu’elle percevait en tant que veuve de Freisler, tué en 1945. 

## Biographie
Marion Russegger est la fille de Bernhard Adolf Cajetan Russegger, un commerçant à Hambourg et Brême, et de Cornelia Pirscher.
Le 24 mars 1928, alors âgée de 18 ans, elle épouse Roland Freisler, de dix-sept ans son aîné. À l’époque, Freisler est avocat et conseiller municipal du parti nazi à Cassel. Ils ont ensuite deux enfants, Harald et Roland, tous deux baptisés. Le 3 février 1945, son mari est tué lors d'une attaque aérienne sur Berlin ; le testament de Freisler, établi le 1er octobre 1944, attribue à son épouse, les deux maisons qu'il possède.
En 1985, Marion Freisler qui, depuis la fin de la Seconde Guerre mondiale, vivait à Munich sous son nom de jeune fille, est au centre d'un scandale lié au fait que sa pension mensuelle avait été augmentée de 400 DM en 1974 : en effet la caisse de retraite avait alors estimé que son défunt mari, en raison de sa qualification professionnelle, aurait sans doute « travaillé comme avocat ou haut fonctionnaire » s'il avait survécu à la guerre.
Malgré le problème moral, cela correspondait à la situation juridique de l'époque. Ce n'est qu'en 1997 que la loi a été modifiée pour que les personnes ayant commis des crimes contre l'humanité, à l'époque du nazisme, soient exclues du bénéfice des retraites de victimes de guerre, privant ainsi leurs héritiers survivants du droit à pension.
Politiquement, la décision de la caisse de retraite datant de 1974 a été vivement attaquée par un membre du Landtag bavarois, mais minimisée par le gouvernement du Land et le scandale finalement étouffé. Cette affaire a été un des derniers soubresauts dans la problématique épineuse de l'intégration sociale des juristes nationaux-socialistes dans la jeune République fédérale d'Allemagne et elle a fait partie du vaste problème de la liquidation du passé nazi.
En 1997, Marion Freisler a été enterrée à Berlin dans le caveau familial des Russegger, aux côtés de ses parents et de son mari ; mais le nom de celui-ci n’apparaît pas sur leur pierre tombale.